# 세계 정복
세계 정복(世界征服, 영어: world domination, global domination, world conquest, cosmocracy)은 국가 또는 단체 군사력을 배경으로 세계에 있는 다른 모든 국가를 타도해 해체·병합을 실시하는 것으로, 세계 및 그에 거주하는 모든 인류를 자기의 지배하에 두는 것을 가리킨다.
실현은 매우 곤란하고 현실의 인류 역사에서 세계 정복을 달성한 나라, 인물은 엄밀하게는 전무이다.

## 정의
현실 세계에서의 '정복'은 국가가 이용하는 무력에 의한 다른 국가의 점령·병합·소멸의 과정을 가리킨다. 역사적으로는 후술과 같이 세계 정복의 가능성을 얼마 안 되게 달성한 대국도 존재했지만, 근대 이후의 국가주권의 확립에 의해서 국가가 정복하는 행위는 침략전쟁으로서 규정되게 되었다. 오늘에는 국제법에 의해서 위법으로 되어 있는 행위이다.
그러나 특정의 국가나 일부의 재벌, 일반적으로는 알려지지 않은 비밀의 초국가 세력, 트로트키스트 등의 국제 혁명 주의자가 기도하고 있다는 음모론·오컬트 사관·도시 전설·진설이 일부에서 존재한다고도 한다.

## 역사상의 제국
일찍이 세계 정복에는 멀기는 하지만, 광대한 판도를 가진 제국을 만들어낸 예는 존재한다. 참고·비교 대상으로 지구의 표면적은 5억1천만 km2 (70%가 해역). 따라서 지구 표면의 10분의 1은 5100만 km2이지만, 지구의 10분의 1이라도 지배할 수 있었던 제국은 사상에서도 드물다.

### 유럽
- 마케도니아 왕국
- 로마 제국
- 비잔티움 제국
- 프랑크 왕국
- 스페인 제국
- 포르투갈 해상 제국
- 영국 제국 (대영제국) - 식민지 지배에 의한 영역을 포함해 3500만 km2에 이르렀다. 육지의 4분의 1을 지배했으며 그 면적은 거의 달의 전체면적(3793만 km2)에 필적한다.
- 프랑스 식민지 제국
- 러시아 제국 - 최대 영토 면적은 약 2244만 km2. 육지의 6분의 1을 지배했다.
- 독일 제삼 제국

### 중동
- 아시리아
- 아케메네스 제국
- 우마이야 칼리파조
- 아바스 칼리파조
- 오스만 제국

### 동아시아
- 전한
- 당
- 명
- 청
- 돌궐
- 몽골 제국 - 최대 영토 면적은 약 2400만 km2, 육지의 5분의 1을 지배했다.
- 원나라

### 남부아시아
- 마우리아 왕조
- 무갈 제국

또 경제 사상의 세계적 확대의 예로서는 이하의 것이 올려진다.
- 산업혁명과 제국주의에 의한 산업 자본주의의 확대
- 트로츠키즘에 의한 세계혁명 (사회주의 혁명의 수출)의 사상
- 미국인화
- 글로벌 자본주의의 확대

## 종교와 세계 정복

### 이슬람
예언자 무함마드의 등장에서 정통 칼리프의 시대를 거쳐, 우마이야 칼리파조·아바스 칼리파조에 이르기까지의 초기 이슬람 정권에서는 지하드 (성전)의 이름 아래에 비이슬람 세계를 침략해, 정복하는 것이 종교적 의무로서 자리 매김돼 최종적으로는 전세계를 빠짐없이 정복해 다르 알 이슬람에 포괄해, 이슬람은 이교도를의 지배 하에 굴복 시켜야 한다고 여겨졌다.
현대에는 현실적인 힘관계나 종교 다원 주의 사상의 확산 등, 이슬람 세계에서도 표면화해 침략전쟁으로서의 성역을 주창하는 것은 적다.

## 픽션에서의 세계 정복
픽션의 세계에서는 세계 정복을 최종 목적으로 한 범죄 행위를 실시하는 국가·비밀결사·매드 사이언티스트 등이 자주 출현하지만, 그들은 슈퍼 히어로 (정의의 아군)에 쓰러지는 것이 정평이다 (우주인이 이것을 실시하는 경우는 아래와 같이 '지구 정복' '지구 침략' 등이라고 말한다).
판타지 RPG 등의 마왕으로 대표되는 악역이 내건 세계 정복의 야망에 용사 일파가 직면한다는 시추에이션으로는, 이야기 개시시점에서 이미 정복자에 의한 세계 정복 계획이 순조롭게 진행돼 세계가 그 손중에 떨어질 때까지 나머지 불과는 위기적인 상황이거나 온 세상을 정복자의 부하나 몬스터 등이 도량발호해, 그 위협에 노출된 인류 사회가 혼란에 빠져 있는 상황도 많다. 용사나 슈퍼 로봇 등 히어로가 존재하는 작품으로는, 히어로와 그 일파가 정복자에게서의 유일하게 최대의 위협이 되어, 그 히어로마저 정식 무대에 등장하지 않으면 (빠른 단계에서 존재를 탐지해 말살·파괴에 성공하거나 출현 자체가 좀 더 늦으면), 더 용이하게 인류 사회를 전복시켜 세계 정복의 큰 소망이 실현되었을 것이라는 상황도 많다.
근래에는 한층 더 진행돼, 그 정평을 넘어, '강식장갑 사나이 바'의 크로노스, '20세기 소년'의 “친구” 등과 같이, 세계 정복을 성취한 스토리도 존재한다. 이와 같은 세계에서는 자주 정복자의 통치가 (적어도 공식상은) 보통 생활을 영위하고 있는 대다수의 일반인에게 무해, 혹은 전쟁이나 차별이나 빈곤이 해소되고 있는 등 이전의 사회보다 좋은 통치이며, 주인공이 '정복자의 타도=평화의 파괴'라는 모순에 고뇌하기도 한다.

### 수단과 목적
픽션의 세계에서의 세계 정복은 가공의 세계에서의 사건이므로 그 손단과 목적은 현실보다 다양하다. 특수한 마법이나 시간 여행에 의한 미래·과거의 개변 등, 현실에는 이룰 수 없는 방법으로의 실행도 많다. 그러한 방법을 이용해 개인이 세계 정복에 도전, 실현까지 가지 않아도 세계의 대부분을 제압하는 일은 적지 않다.
세계 정복의 목적은 말해지지 않은 것도 적지 않지만, 원래 세계 정복 자체가 목적·대목표인 패턴과 세계 정복은 목적 실현을 위한 수단에 지나지 않는 경우로 크게 나눌 수 있다. 전자는 매드 사이언티스트가 자신의 두뇌를 세계에 과시하는, 인간세상 밖의 정복자가 자신들의 세계를 만들기 위해서 정복에 나선다는 이유가 있다. 후자는 지금의 세상에 환멸한 사람들이 사회개혁의 의미로 세계 정복에 나서는 것이 정평이다. 창작에서는 위정자의 심각한 부패나, 탄압되고 있던 측이 은닉하고 있던 어떠한 수단에 의해, 세력·장비의 차이가 뒤집히는 것은 적지 않다.
세계 정복 자체가 아래와 같은 미지의 외적의 내습에 대비하고, 세계를 모으기 위해 억지로 행하는 비상 수단이라는 경우도 있다.

### 지구 침략
세계 정복의 장르에는 우주인 (이성인)에 의한 지구 침략을 그린 것이 있다.
고전 작품으로는 H. G. 웰즈의 화성인에 의한 지구 침략을 그린 우주 전쟁이 유명하다. 우주 전쟁은 1953년에 영화화되어 또 1950년대에는 많은 우주인에 의한 지구 침략을 테마로 한 작품이 많이 만들어졌다. 그에는 냉전이라는 시대 배경이 있어, 소련 등의 공산주의의 위협을 우주인의 침략에 본 세우고, 풍자 한다는 의미가 있었다. 1962년에는 쿄도마리 아란이 30세기인의 20세기에의 침공이라는 테마로 '예득바구니종' (후 '빛의 탑'으로 제목을 고침)을 저술하고 있다.

### 천적에 의한 침략
인류·우주인 이외의 존재에 의한 침략도 창작에서는 접한 패턴이다. 이 경우의 “적”은 인지를 넘은 특이한 능력을 가진 마귀, 아인, 초고대 문명, 인류가 완전히 소통 불능한 이형의 존재, 컴퓨터와 같은 피조물 등 다방면에 건넌다.
이러한 적이 등장하는 픽션의 이야기에서는 침략자에게의 세계 정복·지구 침략에 인류의 섬멸이 포함되거나 혹은 목적이 인류의 거주에 적합하지 않은 환경에의 혹성 개조나 지구 그 자체의 파괴이거나 생물학적인 개념에서는 동떨어진 터무니없는 증식 속도인, 특별한 능력자나 병기 (머신) 외에는 전혀 대항 수단이 없다는 등의 특성에서, 인류가 멸종의 위기에 직면하거나 한층 더 진행되어 특정의 지역이나 대륙 규모로 멸종해 버리는, 사회 체계가 붕괴하는 등의 가혹한 생존 경쟁을 강요당하는 전개도 적지 않다.
인류가 완전히 커뮤니케이션 불가능한 이형의 천적이라는 존재에는 '인류를 적이나 파괴 대상으로 인지해 공격해 온다' '인류의 괴멸을 노리고 있는 것은 아닐지 추측되고 있다' 정도의 요소 밖에 모르는 수수께끼의 존재라는 것도 볼 수 있다. 또, 출처 불명하고 정체는 물론 최종 목적도 정확하게는 불명 등, 설정을 블랙 박스화하는 것으로 그 배경 등도 큰 폭으로 간략화할 수 있다. 그렇게 되면 나머지는 기본적으로 주인공측과는 단지 격투를 펼쳐 넘어뜨려 쓰러지는 관계만으로, 적측의 이야기에 관계할 필요도 희미해지기 때문에, 대체로 주인공을 중심 축으로 그 동료나 소속 조직이라는 단위로의 우정·생사·갈등·고뇌에서 마지막 승리나 결말에 이르기까지의 인간상, 혹은 인류 측에서 전개되는 권모술수나 권력 투쟁, 또 주인공들의 생존 그 자체를 둘러싼 가혹한 이야기 등을 클로즈 업해 그려내는 군상극의 요소를 현저하게 가진 이야기로 이용되는 것이 많다.

## 참고 문헌
- 히구치려양 '일본지세계 정복'일본 서원, 1916년 10월.
- 시마카와 타다시 '천황과 팔굉 일우의 사상' '사 원'1984년 3월.
- 오카다 토시오 ' '세계 정복'은 가능한가?' (지쿠마 서점, 2007년)

## 같이 보기
- 제국
- 팔굉일우 - 혼동 비책
- 코민테른
- 나치즘
- 지하드
- 지구 연방
- 식민지
- 패권 주의
- 세계 최종전론
- 문명의 충돌
- 쿠데타
- 테러리즘
- 옴 진리교의 국가 전복 계획